# Nicolas Buitrago
Nicolas Buitrago (* 29. April 1977 in Bogotá) ist ein kolumbianischer Schauspieler und Synchronsprecher.
Buitrago kam 1980 nach Deutschland und wuchs in Köln auf. Zeitweise lebte er auch in London und Miami. 1998 zog er nach München. 2001 wollte er eine Ausbildung an der Conservatory Acting School in New York beginnen. Aufgrund von Terroranschlägen am 11. September 2001 erhielt er aber kein Visum. Ab März 2002 absolvierte er eine Ausbildung an einer Schauspielschule in München.
Als Synchronsprecher war Buitrago in den Serien Weeds – Kleine Deals unter Nachbarn, The Fosters, Glitch Techs und Tom Clancy’s Jack Ryan sowie den Filmen Dora und die goldene Stadt, Bad Boys for Life und Terminator: Dark Fate tätig.

## Filmographie (Auswahl)
- 2007: Rundweltmächen gesucht
- 2008: Der Komödienstadel: Die schöne Münchnerin
- 2011: Wer rettet Diana Foxx?
- 2011: Anna und die Liebe
- 2013: Unheil in den Bergen
- 2014: Mit Burnout durch den Wald
- 2014: Greif nach der Weltherrschaft
- 2014: Heiter bis tödlich: Hauptstadtrevier
- 2016: Die Rosenheim-Cops
- 2016: Vor der Morgenröte
- 2016: Ostfriesisch für Anfänger
- 2020: WaPo Berlin